# 대한예수교장로회(백석대신)
대한예수교장로회(백석대신) (大韓예수敎長老會(白石大神)), 약칭 예장백석대신은 2019년에 세워진 장로교 교단이다. 대한예수교장로회(백석) 대한예수교장로회(대신)통합으로 백석대신이 출범했으나 통합이 무효가 되자 통합에 찬성한 목회자가 탈퇴해 결성한 교단이다.